# Pierre Kaser
Pierre Kaser ist ein zeitgenössischer französischer Sinologe. Er lehrt an der Universität der Provence Aix-Marseille I. Seine Forschungen gelten der alten chinesischen Literatur, insbesondere dem in der Umgangssprache abgefassten Roman des 17. und 18. Jahrhunderts. Ein Themenschwerpunkt ist das Werk von Li Yu (1611–1680).